# The Stampede (film, 1911)
Pour les articles homonymes, voir The Stampede.
The Stampede est un film muet américain réalisé par Thomas H. Ince et sorti en 1911.

## Fiche technique
- Réalisation : Thomas H. Ince
- Scénario : Thomas H. Ince
- Production : Carl Laemmle
- Date de sortie :  États-Unis : 17 avril 1911

## Distribution
- Mary Pickford : Nello
- Owen Moore